# Rukhak Kiri
 Rukhak Kiri (tiếng Khmer: រុក្ខគិរី) là một huyện (srok) thành lập năm 2005 của tỉnh Battambang, ở phía tây bắc Campuchia.

## Hành chính
Huyện được chia thành 5 xã (khum).

### Xã và làng
| Khum (xã)    | Phum (Làng)                                                                       |
| ------------ | --------------------------------------------------------------------------------- |
| Prek Chik    | Seim, Khnach Ampor, Chke Kham Prues, Prek Ta Ven, Prek Chik, Ou Rumcheck, Thnam   |
| Prey Tralach | Chong por, Paen, Prey Khlout, Prey Tralach, Roung, Srah That, Roung Pir           |
| Mukh Reah    | Srah Kuy, Mukh Rea Pir, Svay Ya, Tuol Svay, Ta Preat, Mukh Rea Muoy, Danghao      |
| Sdok Pravoek | Sdok Pravuek, Kus Thum, Preah Andoung, Tuol Kokir, Prey Ampoan, Pralay Dabprambei |
| Basak        | Chhuk, Basak, Kamraeng, Ta Preal, Chrang Khpose                                   |